# Bibiana
Bibiana ist ein weiblicher Vorname.

## Herkunft und Bedeutung
Die genaue Herleitung des Namens ist unsicher. Möglicherweise handelt es sich um eine frühere Variante von Viviana oder eine weibliche Form des frührömischen Cognomens Vibianus, das auf Vibius, einen römischen Namen möglicherweise etruskischer Herkunft mit unbekannter Bedeutung, zurückgeht.

## Verbreitung
Heute ist der Name Bibiana vor allem in der Slowakei und Österreich verbreitet. In der Slowakei ist er auch in der Variante Bibiána geläufig.
In Österreich war der Name in den vergangenen Jahren nie besonders beliebt, wurde jedoch seit den 1980er Jahren immer wieder vergeben. Als höchste Platzierung erreichte der Name im Jahr 1992 in den Vornamenscharts Rang 320. Im Jahr 2021 landete er mit zwei Nennungen auf Rang 1303.
Auch in Italien, der Schweiz und Spanien kommt der Name gelegentlich vor.
In Deutschland ist der Name Bibiana ausgesprochen selten. Zwischen 2006 und 2018 wurden nur etwa 60 Mädchen Bibiana genannt.

## Varianten
- Deutsch: Bibiane
- Französisch: Bibiane
- Niederländisch: Bibiane
- Slowakisch: Bibiána

Die polnische, männliche Variante lautet Bibian.
Für weitere Varianten: siehe Viviana#Varianten

## Namenstag
Der Namenstag wird nach der Heiligen Bibiana am 2. Dezember gefeiert.

## Namensträger
- Bibiana (≈ 347/52–361/63), frühchristliche Jungfrau und Märtyrin

- Bibiana Aído (* 1977), spanische Politikerin
- Bibiana Ballbè (* 1977), spanische Fernsehmoderatorin und Schauspielerin
- Bibiana Barth (* 1986), deutsche Journalistin und Moderatorin
- Bibiana Beglau (* 1971), deutsche Schauspielerin
- Bibiana Candelas (* 1983), mexikanische Beachvolleyballspielerin
- Bibiana Candia (* 1977), spanische Dichterin, Schriftstellerin und Journalistin
- Bibiana Maria Köchert (1942–1996), österreichisch-US-amerikanische Schauspielerin, siehe Bibi Besch
- Bibiana Olama (* 1982), äquatorialguineische Leichtathletin
- Bibiana Perez (* 1970), italienische Skirennläuferin
- Bibiana Steinhaus (* 1979), deutsche Fußballschiedsrichterin
- Bibiana Švejkovská (* 1985), slowakische Biathletin
- Bibiana Zeller (1928–2023), österreichische Schauspielerin

Zweitname:
- Serena Bibiana Amato (* 1974), argentinische Seglerin
- Paola Bibiana Pérez Saquipay (* 1989), ecuadorianische Geherin